# Schizolobium
Genre
Schizolobium est un genre de plantes à fleurs de la famille des Fabacées. Ce sont des arbres originaires d'Amérique tropicale qui ont été introduits en Afrique et en Asie.

## Liste d'espèces
Selon Catalogue of Life (16 août 2017), NCBI (16 août 2017) et The Plant List (16 août 2017) :
- Schizolobium amazonicum Ducke
- Schizolobium parahyba (Vell.)S.F.Blake

Selon ITIS (16 août 2017) :
- Schizolobium parahyba (Vell.) S.F. Blake

Selon Tropicos (16 août 2017) (Attention liste brute contenant possiblement des synonymes) :
- Schizolobium amazonicum Huber ex Ducke
- Schizolobium covilleanum Pittier
- Schizolobium excelsum Vogel
- Schizolobium glutinosum Tul.
- Schizolobium kellermanii Pittier
- Schizolobium parahyba (Vell.) S.F. Blake